# Carlos Plank
Carlos Plank Arenas (1876 Baroyeca, distrito de Álamos, Sonora, México - 1927 Magdalena Sonora, México) fue un militar y político mexicano que participó en la Revolución Mexicana. Desde joven se dedicó al comercio, en Real de la Colorada, y a la minería. Fue hijo de Carlos Plank y Guadalupe Arenas. Su esposa fue la señora Carlota García.

## En la Revolución Mexicana
Desde 1910 se adhirió al partido Antireeleccionista. De 1911 a 1913 fue diputado local. En 1913 fue de los que sostuvieron el desconocimiento de Victoriano Huerta. Siguió a don Venustiano Carranza y se adhirió al Ejército Constitucionalista, en el que obtuvo el grado de mayor. Permaneció al lado de Plutarco Elías Calles cuando este se enfrentó a José María Maytorena. Posteriormente se integró a las fuerzas de Álvaro Obregón para combatir a Francisco Villa. Colaboró con los principales jefes militares sonorenses, tal vez a excepción de Manuel M. Diéguez.
En Zacatecas fue gobernador provisional y comandante militar del estado. Ejecutó leyes laborales para el bien del pueblo. Su obra puso de manifiesto su ideología revolucionaria. 
Después de sus campañas en Sonora, Plank operó en el sureste bajo las órdenes del general Salvador Alvarado; de hecho fue quien aprehendió al gobernador rebelde de Quintana Roo, Coronel Arturo Garcilazo Garcilazo Juárez. En 1915 fue nombrado gobernador del Territorio Federal de Quintana Roo. Durante su gestión se intensificó el flujo migratorio, debido principalmente a la explotación forestal; numerosos trabajadores procedentes de Tuxpan, Veracruz, arribaron para integrarse a la extracción de chicle. Estableció un impuesto de dos dólares por troza de madera preciosa que saliera de Quintana Roo, lo cual provocó un conflicto en el que intervino el Departamento de Estado norteamericano, toda vez que en gran número, empresas extranjeras participaban de esta actividad.
Alcanzó el grado de general. Dirigió la Penitenciaria del Distrito Federal. Fue Jefe de la Gendarmería Fiscal de Sonora.  
En 1917 fue diputado federal en la XXVII Legislatura. Fue senador de 1919 a 1922. Fue uno de los firmante en 1920 del Plan de Agua Prieta. 
Murió en 1927, víctima de apoplejía, en Magdalena Sonora. En el pueblo mágico, se puede visitar la casa donde residía y su tumba en el panteón local.